# 波莫克利
50°6′23″N 31°40′43″E / 50.10639°N 31.67861°E
波莫克利（烏克蘭語：Помоклі）是位於烏克蘭北部的村莊，由基辅州鲍里斯皮尔区的塔尚市鎮負責管轄。該村面積6.4平方公里，海拔高度102米，2001年人口1,211，人口密度每平方公里189.2人。